# Operatore di scambio
L'operatore di scambio è un operatore quantomeccanico utilizzato nei calcoli di chimica quantistica per rendere conto dell'effetto dovuto all'interazione tra elettroni. Insieme con l'operatore coulombiano è un termine che concorre alla formazione dell'operatore di Fock, nel metodo di Hartree-Fock. A differenza dell'operatore di Coulomb, che deriva da un approccio di fisica classica, l'operatore di scambio è invece strettamente di natura quantistica e rende conto del carattere antisimmetrico delle funzioni d'onda fermioniche.
Matematicamente, in relazione a due generici elettroni considerati, l'operatore è così definito:
{\displaystyle {\hat {K}}_{j}(1)\chi (1)=\phi _{j}(1)\int {{\frac {\phi _{j}^{*}(2)\chi (2)}{r_{12}}}dv_{2}}}
dove
- {\displaystyle {\hat {K}}_{j}(1)} è l'operatore di scambio relativo all'interazione con un elettrone j-esimo;
- {\displaystyle \operatorname {\chi } (1)} e {\displaystyle \operatorname {\chi } (2)} sono le funzioni d'onda associate agli elettroni sui quali è applicato l'operatore di scambio;
- {\displaystyle \operatorname {\phi } (1)} e {\displaystyle \operatorname {\phi } (2)} sono le funzioni d'onda associata all'elettrone j-esimo considerato nell'interazione tra due elettroni;
- {\displaystyle r_{12}} è la distanza esistente tra i due elettroni.